# Carlos Villar Turrau
Carlos Villar Turrau (Sant Sebastià, 22 de desembre de 1945) és un militar espanyol, cap d'Estat Major de l'Exèrcit de Terra de 2006 a 2008.
Va ingressar a l'Acadèmia General Militar en 1963, de la qual va sortir com a tinent d'Enginyers al juliol de 1967. Va ascendir a capità el 1971. És llicenciat en ciències econòmiques. De 1968 a 1980 ha ocupat diversos càrrecs en la brigada d'infanteria lleugera paracaigudista, en la Divisió de Logística de l'Estat Major de l'Exèrcit, en el gabinet del ministeri de Defensa d'Espanya i en la Secretaria d'Estat d'Administració Militar. De 1994 a 1997 va ser coronel cap del Regiment de Guerra Electrònica Estratègica n. 32 i del Regiment de Transmissions Estratègiques n. 22. El 1998 fou ascendit a general de brigada i va ser nomenat president del Grup d'Estudis per a la Implantació del Nou Model de Forces Armades (1998-1999). Després fou assessor del cap d'Estat Major de l'Exèrcit de Terra (JEME) en Sistemes d'Informació i Comunicacions, on se li va encomanar l'elaboració del Pla Director de Recerca i Desenvolupament (PDID), per encàrrec de la direcció general d'Armament i Material (DGAM).
En juny de 2000 fou nomenat subdirector general de Tecnologia i Centres de la DGAM, i en setembre de 2001 fou nomenat director general, càrrec que va ocupar fins 2006, i ascendit a general de divisió. En 2005 fou ascendit a tinent general i col·laborà amb l'Agència Europea de Defensa com a membre del seu comitè director.
El 28 d'abril de 2006 fou nomenat cap d'Estat Major de l'Exèrcit de Terra (JEME) per substituir José Antonio García González (qüestionat per mantenir una actitud passiva en el “cas Mena”). Va ocupar el càrrec fins al 18 de juliol de 2008. Després fou nomenat vicepresident d'estratègia de Santa Bárbara Sistemas, empresa que havia realitzat nombrosos contractes amb el Ministeri de Defensa d'Espanya.